# Prawo Pamięci Historycznej (Hiszpania)

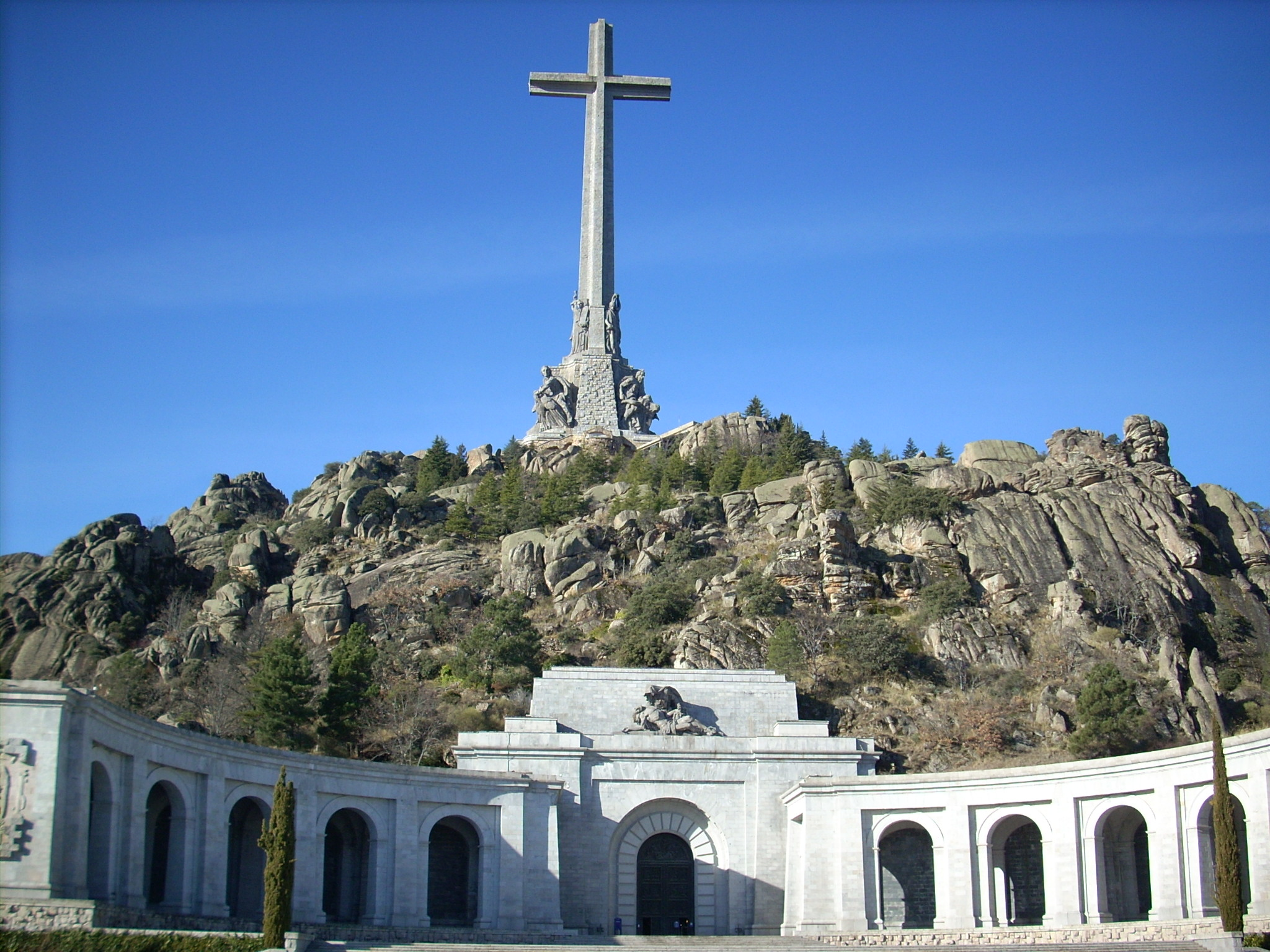
Dolina Poległych

Prawo Pamięci Historycznej (hiszp. Ley de Memoria Histórica) – nieformalna nazwa ustawy przyjętej przez parlament Hiszpanii w roku 2007 i obowiązującej do roku 2022. Ustanawiała ona nowe formy zadośćuczynienia dla ofiar represji nacjonalistów w czasie wojny domowej w latach 1936–1939 i późniejszej dyktatury generała Francisco Franco oraz dla ich rodzin; nakazywała też usunięcie z przestrzeni publicznej obiektów gloryfikujących powstanie z lipca 1936, wojnę i represje okresu dyktatury. Inne postanowienia ustawy tworzyły centrum archiwalno-badawcze, ułatwiały uzyskanie obywatelstwa hiszpańskiego przez członków Brygad Międzynarodowych i zobowiązywały organy administracyjne do współpracy przy poszukiwaniach i identyfikacji ofiar. Ze względu na kontrowersje przy jej redagowaniu, a zwłaszcza ze względu na stosowanie prawa w praktyce, stała się ona ważnym punktem odniesienia w debacie publicznej w Hiszpanii. Ustawa została w roku 2022 derogowana przez tzw. Prawo Pamięci Demokratycznej, które jednak powtarza i rozszerza jej postanowienia.

## Proces legislacyjny
Od czasu upadku dyktatury w kolejnych dekadach w Hiszpanii przyjęto co najmniej 8 ważnych aktów prawnych, których celem było przyznanie świadczeń socjalnych osobom walczącym po stronie republikańskiej podczas wojny domowej, zrównanie w prawach emerytalno-rentowych kombatantów obu stron, a także przyznanie odszkodowań niektórym kategoriom represjonowanych w okresie dyktatury. Wkrótce po zwycięskich dla socjalistów wyborach z roku 2004 nowy rząd premiera Zapatero podjął nowe kroki w tej kwestii. Wstępem do nich było powołanie międzyresortowej komisji, Comisión Interministerial para el Estudio de la Situación de las Víctimas de la Guerra Civil, mającej opracować projekt stosownych regulacji prawnych. Przez kilkanaście miesięcy prace komisji nie przyniosły konkretnych rezultatów, co spowodowało rosnące niezadowolenie w łonie PSOE i innych partii lewicy. Pod wpływem tej presji prace komisji uległy przyspieszeniu i w roku 2006 gabinet wystąpił z projektem rządowej ustawy Proyecto de ley por la que se reconocen y amplían derechos y se establecen medidas en favor de quienes padecieron persecución o violencia durante la guerra civil y la dictadura. Przez następne miesiące prace nad ustawą trwały już w parlamencie.
Aczkolwiek żadne z ugrupowań zasadniczo nie zgłaszało sprzeciwu wobec idei systemowego uregulowania kwestii rekompensat dla ofiar represji, wiele kontrowersji dotyczyło kwestii szczegółowych, np. zakresu odszkodowań. Gorące dyskusje wywołały też sformułowania projektu dotyczące okresu wojny domowej, frankizmu i rewolucji. Partie prawicowe twierdziły, że projekt faworyzuje wizję historyczną lewicy i narzuca ją instytucjonalnie; partie skrajnej lewicy utrzymywały, że projekt nie idzie wystarczająco daleko. Różne kluby parlamentarne zgłaszały dziesiątki poprawek, a kilka wystąpiło z alternatywnymi projektami całej ustawy. Ostatecznie wspólny tekst projektu uzgodniły partia socjalistyczna oraz niewielkie kluby nacjonalistów baskijskich, nacjonalistów galicyjskich oraz zdominowanej przez komunistów drobnej lewicowej koalicji. Na posiedzeniu Kongresu Deputowanych, które odbyło się 31 października 2007, nie głosowano nad całością projektu; zamiast tego odbyła się seria głosowań, których przedmiotem były konkretne paragrafy i poprawki. W większości głosowań stosunkiem głosów 185 za i 137 przeciw przegłosowano poprawiony projekt rządowy. Wsparły go głównie PSOE oraz kilka niewielkich klubów, przeciw były głównie kierowana przez Mariano Rajoy centroprawicowa Partia Ludowa oraz radykalni katalońscy republikanie. Senat zaaprobował projekt ustawy 10 grudnia 2007; weszła ona w życie po opublikowaniu w dzienniku ustaw z dniem 27 grudnia 2007.

## Nazwa

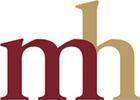
rządowy logotyp

Ustawa została opublikowana w oficjalnym biuletynie legislacyjnym jako „Ustawa 52/2007 z 26 grudnia, w której uznaje się i poszerza prawa osób, będących ofiarami prześladowań lub przemocy podczas wojny domowej lub dyktatury oraz w której ustanawia się środki na ich rzecz”. W dyskursie publicznym powszechnie używana jest nieformalna nazwa „Ley de Memoria Histórica”; również oficjalne organy państwa hiszpańskiego niekiedy formalnie używają tego terminu. Niekiedy w żargonie naukowym czy publicystycznym używa się skrótu „LMH”.
W polskim obiegu naukowym nazwa tłumaczona jest jako „Prawo Pamięci Historycznej” lub „Ustawa o Pamięci Historycznej”; w debacie publicznej może ona być omawiana generalnie jako „ustawa o pamięci historycznej” lub stosując inne podobne omówienia.

## Najważniejsze postanowienia
Ustawa składa się z preambuły, 22 artykułów, tzw. dyspozycji szczegółowych oraz listy ustaw derogowanych. Jej postanowienia sprowadzają się do 5 głównych kwestii:
- przyznania nowych lub poszerzenia istniejących rekompensat dla ofiar represji i ich rodzin (art. 1-10)
- zobowiązania organów administracji do współpracy z osobami i organizacjami dążącymi do lokalizacji miejsc pochówku ofiar represji oraz ich identyfikacji (art. 11-14, 19)
- usunięcia z przestrzeni publicznej obiektów będących gloryfikacją zamachu stanu, wojny domowej i represji okresu dyktatury (art. 15-16)
- przyznania ułatwień przy uzyskiwaniu obywatelstwa dla członków Brygad Międzynarodowych (art. 18)
- utworzenia instytucji dokumentujących represje i określenia zasad ich działania (art. 17, 20-22)

## Poprawki i powiązane akty prawne
Od czasu przyjęcia ustawy różne ugrupowania wielokrotnie usiłowały przeprowadzić w parlamencie poprawki. Najczęściej dotyczyły one szczegółowych kwestii finansowych; i tak np. w roku 2008 Partia Ludowa chciała wprowadzić odszkodowania pieniężne dla wszystkich, którzy przynajmniej rok spędzili w więzieniu, w roku 2010 drobne partie lewicy proponowały by państwo pokrywało w całości wszystkie koszty prac związanych z ekshumacją zwłok ofiar, a w roku 2017 ERC domagała się, by odszkodowanie w wysokości 135,000 € przyznać rodzinom wszystkich osób, które zginęły w wyniku frankistowskich represji. Na ogół poprawki te nie znajdowały wystarczającego poparcia; czasem przeciw rozszerzeniom uprawnień wypowiadała się prawica, a czasem lewica. Czasem w drodze administracyjnej korzystając z posiadanych uprawnień inicjatywy te torpedował rząd. Po wygraniu wyborów w roku 2011, 2015 i 2016 Partia Ludowa, która w roku 2007 sprzeciwiała się przyjętej ostatecznie wersji ustawy, nie skorzystała z własnej przewagi w parlamencie i nie zgłaszała do ustawy żadnych poprawek. W roku 2018 nowy lider Partii Ludowej Pablo Casado zapowiedział złożenie wniosku o derogowanie Prawa Pamięci i zastąpienie go „Prawem Zgody”, ale swojej obietnicy nie spełnił.
Do wprowadzenia zmian w ustawie doszło 2 razy. Zmiany przeprowadzone w roku 2009 miały charakter techniczny; pierwsza przesuwała nieco końcową datę okresu represji uprawniających do odszkodowania, a druga zmieniała nieco zasady dziedziczenia przez krewnych. O wiele większe znaczenie miała poprawka z roku 2018, zainicjowana przez świeżo zaprzysiężony nowy socjalistyczny rząd Sancheza. Dodawała ona do artykułu 16 jeden podpunkt; specyfikował on, że w Dolinie Poległych mogą być pochowane jedynie osoby poległe w czasie wojny domowej. Jego oczywistym i deklarowanym przez inicjatorów celem było umożliwienie ekshumacji szczątków Franco i przeniesienie ich w inne miejsce. Poprawka została przyjęta przy wstrzymaniu się od głosu deputowanych centroprawicy i prawicy.
Od roku 2007 podejmowano szereg inicjatyw legislacyjnych nie dotyczących bezpośrednio poprawek do Prawa Pamięci Historycznej, ale odwołujących się do niego i zaprojektowanych jako próba jego dopełnienia lub rozszerzenia. Najważniejsza skutkowała rządową ustawą z roku 2008, która ustanawiała urząd pod nazwą Oficina para las Víctimas de la Guerra Civil y de la Dictadura; jego zadaniem jest pomoc ofiarom represji lub ich rodzinom. W roku 2013 katalońskie ugrupowanie CiU wprowadziło pod obrady projekt ustawy, która nawiązując do Prawa Pamięci proponowała penalizację apologii frankizmu jako takiego; przepadł on w Kortezach, ale inicjatywa przez kolejne lata była podtrzymywana w przestrzeni publicznej. Skutkiem tej debaty jest koncepcja nowego prawa, zwanego roboczo Prawem Pamięci Demokratycznej; podtrzymuje ona koncepcję penalizacji i obecnie pozostaje na etapie debat parlamentarnych. W międzyczasie niektóre parlamenty wspólnot autonomicznych przyjęły własne akty prawne, które nawiązując do Prawa Pamięci Historycznej rozszerzają jego postanowienia; np. w roku 2017 parlament Andaluzji przyjął Ley de Memoria Histórica y Democrática, które zabrania gloryfikacji frankizmu jako takiego.

## Wdrażanie Prawa
Część postanowień przyjętych w ustawie realizowana jest przez władze centralne; dotyczy to zwłaszcza wypłaty odszkodowań i rent. Część podlega egzekucji ze strony władz lokalnych; chodzi głównie o usuwanie obiektów z przestrzeni publicznej, co w zależności od własności terenu może podlegać kompetencjom władz gminnych, wiejskich, dzielnicowych, miejskich lub regionalnych. Część (współpraca przy ekshumacjach) pozostaje w gestii tak władz centralnych jak lokalnych.
W roku 2018 w ramach Ministerstwa Sprawiedliwości utworzono Dyrekcję Generalną ds. Pamięci Historycznej, której zadaniem miała być koordynacja działań dotyczących realizacji Prawa Pamięci. W roku 2020 ta jednostka została zniesiona, a jej kompetencje przejęło nowo utworzone Ministerstwo Prezydencji, Stosunków z Kortezami i Pamięci Demokratycznej; w jego ramach istnieje Sekretariat Stanu ds. Pamięci Demokratycznej, od którego z kolei zależy Dyrekcja Generalna Pamięci Demokratycznej. Sekretarzem stanu jest historyk Fernando Martínez López, długoletni działacz komunistyczny i socjalistyczny.

### Odszkodowania i renty
Skala rent i jednorazowych odszkodowań, ustanowionych przez Prawo Pamięci, jest nieznana. Wszystkie konsultowane źródła podają albo liczby całościowe, dotyczące wielkości wypłat związanych również z przyjętą wcześniej legislacją, albo liczby fragmentaryczne, dotyczące wybranych kategorii represjonowanych (np. w roku 2009 łączna suma odszkodowań za represje w stosunku do homoseksualistów wyniosła 20,6 mln €). W roku 2017 liczbę beneficjentów pobierających jakiekolwiek świadczenia finansowe związane z wojną domową określono na 31 656 osób; w innych zestawieniach liczbę beneficjentów rozmaitych kompensat finansowych związanych z represjami szacowano w zależności od kategorii między 60 000 a 110 000 osób. W budżecie na rok 2020 przewidziano 127 mln € na wypłaty związane z odszkodowaniami wojennymi. Potencjalne koszty rozszerzenia rekompensat, proponowane w jednej z nieprzyjętych poprawek, szacowane były na 4,3 mld €.

### Ekshumacje

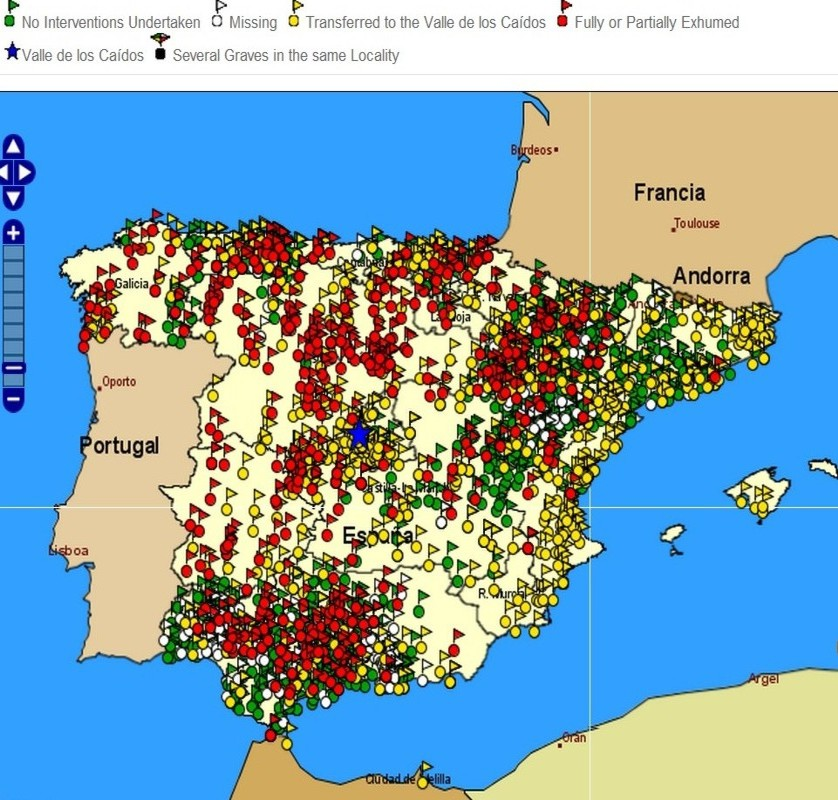
mapa grobów zbiorowych

Przyjęcia Prawa Pamięci Historycznej nie miało znaczącego wpływu na przyspieszenie ekshumacji szczątków ofiar. W ciągu pięciu lat poprzedzających przyjęcie ustawy średnio wydobywano ok. 360 indywidualnych szczątków rocznie (po ok. 200 w latach 2003–2006 i 900 w roku 2007); w latach 2008–2018 średnia liczba wydobytych indywidualnych szczątków wyniosła ok. 380 rocznie. Intensywność prac była jednak bardzo nierówna; w roku 2013 wydobyto ok. 50 zwłok, a w latach 2010 i 2016 ponad 600. Nieco inaczej kształtowały się statystyki dotyczące ilości zbadanych grobów masowych; w latach 2003–2007 zbadano średnio ok. 35 takich miejsc rocznie, w latach 2008–2018 średnio ok. 51 miejsc. Koszt ekshumacji jednostkowych szczątków (bez identyfikacji DNA) szacowany jest na 1,000 €. W roku 2021 rząd centralny przeznaczył na dotacje do ekshumacji 1,5 mln €, jednak postępy prac – formalnie prowadzonych przez różnorakie stowarzyszenia, a nie administrację – zależą również od donacji prywatnych i dofinansowania ze strony władz samorządowych (miejskich, prowincjonalnych i regionalnych).

### Obiekty przestrzeni publicznej

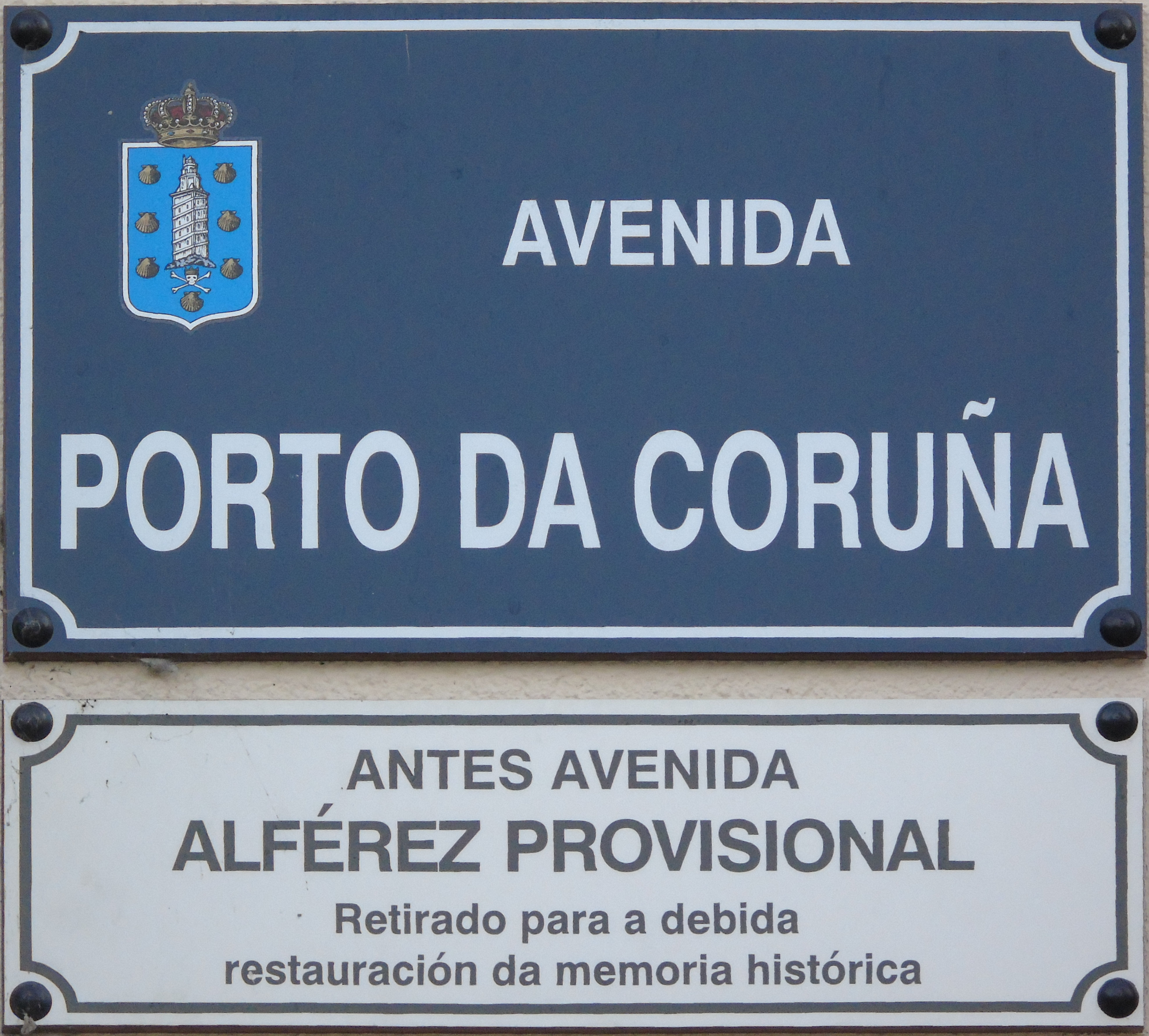
zmiana nazw ulic; u góry nowa tablica, na dole tymczasowa tablica ze starą nazwą

Najbardziej widoczną formą wdrażania Prawa Pamięci Historycznej jest usuwanie z przestrzeni publicznej różnych obiektów, a w szczególności zmiana nazw ulic i placów. Łączna liczba dokonanych zmian jest nieznana, choć najprawdopodobniej liczona jest w tysiącach. W latach 2016–2020 przemianowano ok. 800 ulic; wśród usuniętych patronów przeważają Franco i José Antonio Primo de Rivera. Oprócz tych dotyczących innych postaci, głównie frankistowskich wojskowych czy polityków, usuwa się również nazwy związane z wydarzeniami (np. „Plaza del Veintiocho de Marzo”), zbiorowościami (np. „Calle Caídos de la División Azul”) i hasłami (np. „Plaza Arriba España”), w tym również nazwy o charakterze niejednoznacznym (np. „Calle Batalla de Belchite”). W przypadku prestiżowych lokalizacji nowe nazwy dobierane są często tak, by eksponowały wartości postępowe i antyfrankistowskie, np. „Avenida del Arco de la Victoria” została przemianowana na „Avenida de la Memoria”. W 10 lat po przyjęciu ustawy Ministerstwo Sprawiedliwości zidentyfikowało jeszcze 1,171 ulic, kwalifikujących się do przemianowania.

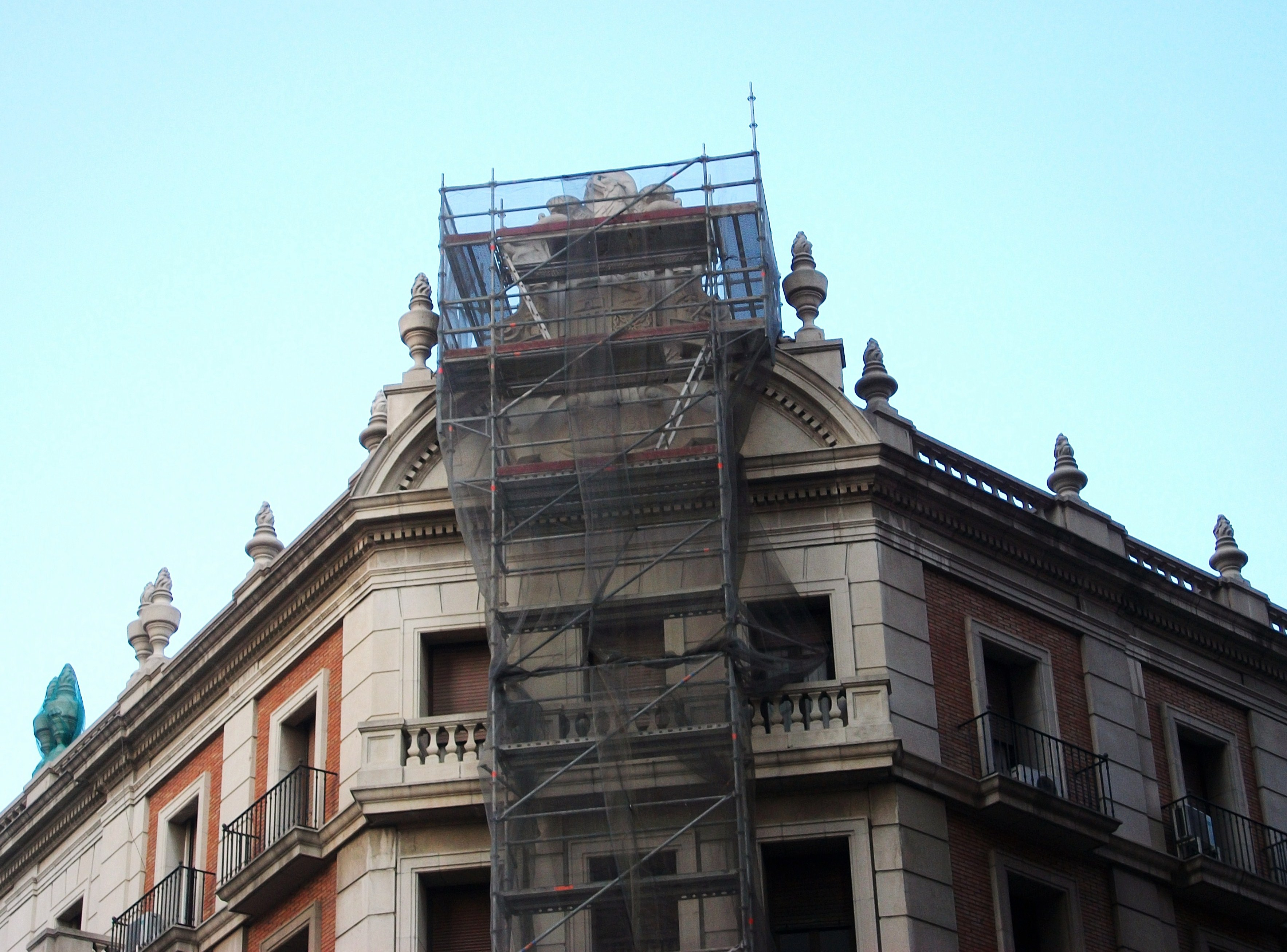
usuwanie frankistowskiej wersji godła Hiszpanii, Walencja

Inną niezwykle liczną kategorią usuwanych obiektów są emblematy frankistowskie, na ogół różnego rodzaju herby i symbolika pozostająca na elewacjach; np. w niewielkim mieście Quart de Poblet (25 tys. mieszkańców) zidentyfikowano 280 takich budynków. Na nieco mniejszą skalę przemianowuje się różnego rodzaju instytucje publiczne, np. szkoły. Największą uwagą mediów cieszą się jednak przypadki dotyczące pomników, choć Prawo stosuje się również w stosunku do rozmaitych obelisków, kamieni pamiątkowych i podobnych obiektów. W tym zakresie władze mogą działać na 3 sposoby. W przypadku obiektów jednoznacznych w swojej wymowie są one na ogół usuwane; taki los spotkał wszystkie pomniki Franco, a ostatni stojący w publicznym miejscu został usunięty z Melilli w roku 2021. W przypadku niektórych obiektów usuwa się tylko nawiązujące do frankizmu inskrypcje, jak stało się to np. w przypadku łuku triumfalnego w Madrycie czy ogromnego pomnika Anioła Zwycięstwa w Valdepeñas. Trzecia strategia pozwala, by obiekty niszczały samoistnie lub były niszczone przez nieznanych sprawców; władze likwidują jedynie drogowskazy, parkingi, ławeczki itp., jak stało się to w przypadku zlokalizowanego w odludnym miejscu pomnika generała Moli.

### Interbrygadziści i obywatelstwo

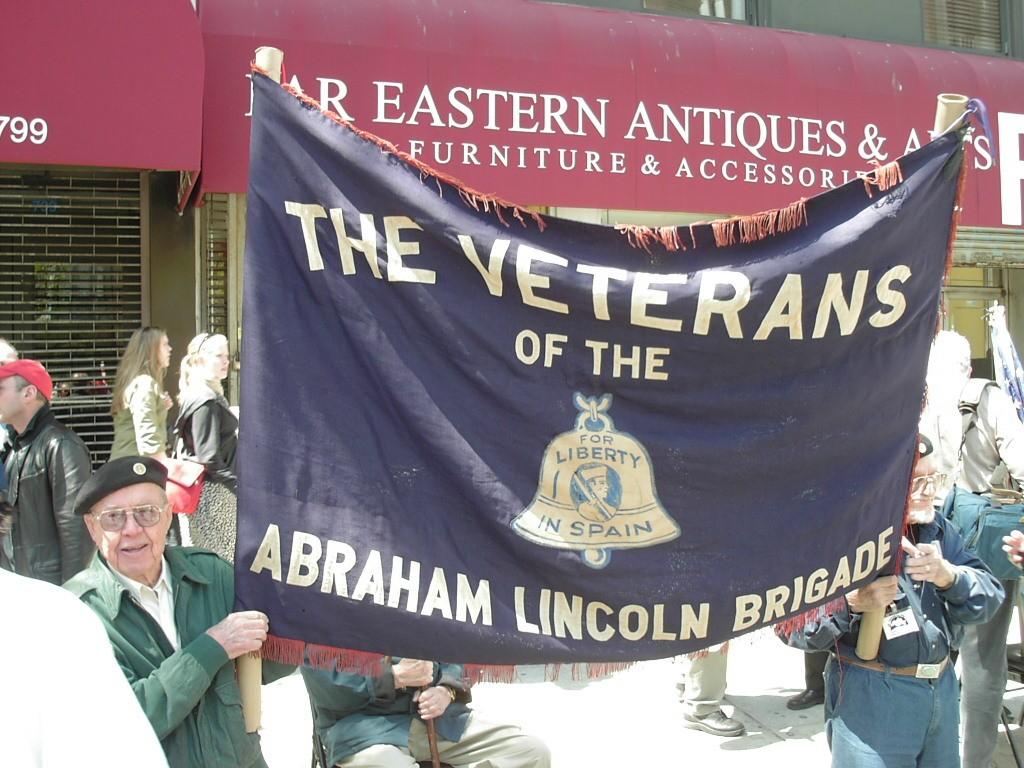
amerykańscy weterani Brygad

Żadne z konsultowanych źródeł nie podaje informacji o liczbie byłych członków Brygad Międzynarodowych, którzy korzystając z Prawa Pamięci Historycznej wystąpili o obywatelstwo Hiszpanii. W chwili przyjęcia ustawy żyjący interbrygadziści mieli ponad 80 lat. Żadne z dostępnych polskich źródeł nie podaje, czy oraz ewentualnie ilu obywateli Polski wystąpiło o obywatelstwo Hiszpanii w związku ze stypulacjami Prawa Pamięci. Według dziennikarskich szacunków polskich kombatantów Brygad żyło w roku 2007 kilku.

### Centrum Dokumentacji
Centro Documental de la Memoria Histórica (CDMH) zostało utworzone i funkcjonuje obecnie jako archiwum gromadzące niektóre kategorie dokumentów wytworzonych w latach 1936–1978; jego podstawą stało się Archivo General de la Guerra Civil Española, utworzone w roku 1999. Centrum podlega pod Ministerstwo Kultury i Sportu. Zajmuje w tej chwili 3 budynki w Salamance, zebrało ponad 3 km bieżące dokumentów i nadal się rozbudowuje. Dyrektorem jest zawodowy archiwista, Manuel Melgar Camarzana.

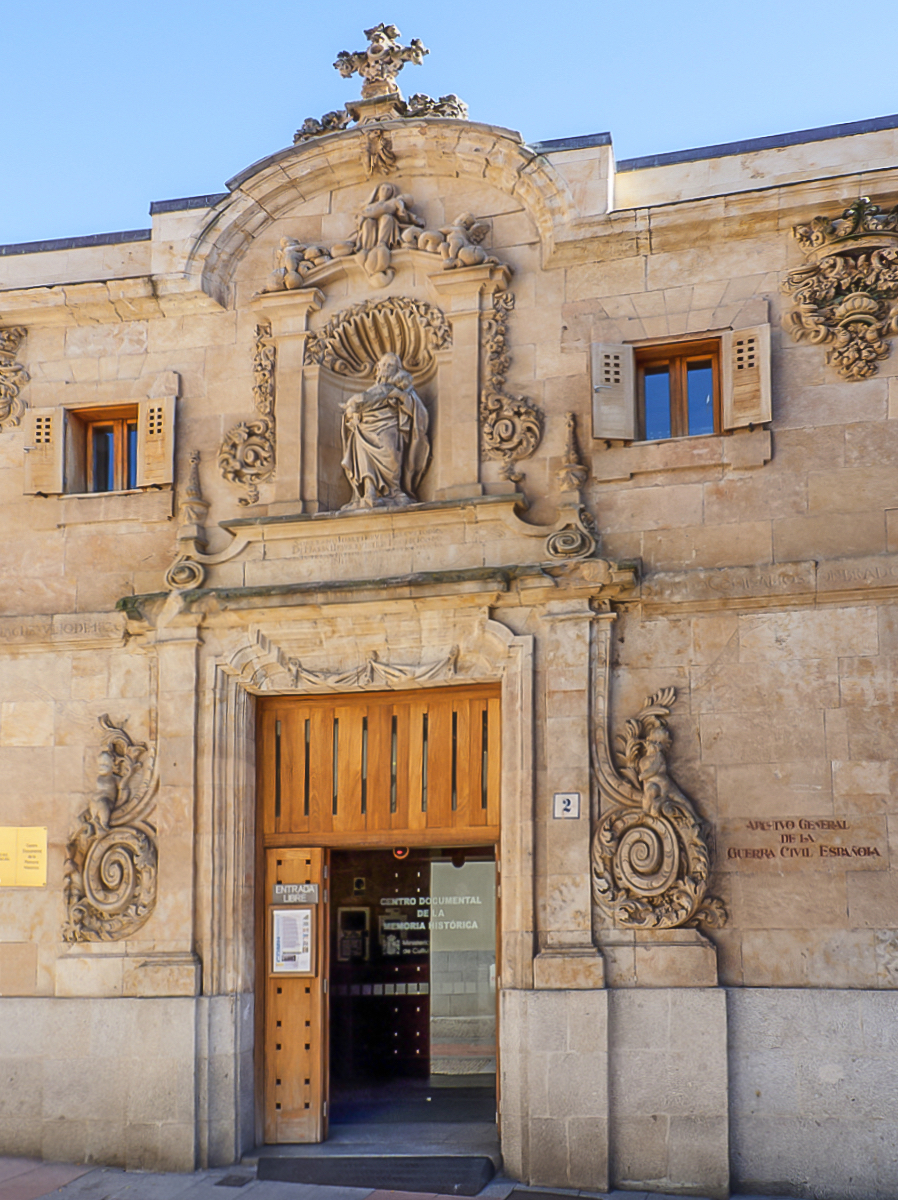
Siedziba Centro Documental de la Memoria Histórica

### Inne koszty
Oprócz nowych odszkodowań, których wysokość została zdefiniowana przez Prawo Pamięci Historycznej, inne wydatki z nim związane mają charakter fakultatywny i podlegają każdorazowo ustaleniom budżetowym. Jeszcze przed przyjęciem ustawy roczne budżety rządowe zawierały pozycję „memoria histórica”, w której zawierały się np. wydatki związane z utrzymywaniem studyjnej komisji międzyresortowej czy inicjatywami kulturalno-edukacyjnymi; w roku 2006 wyniosły one 2 mln €, a w roku 2007 3 mln €. Po przyjęciu ustawy kwoty te zaczęły rosnąć do 4 mln € (2008 i 2009), 5,9 mln € (2010) i 6,3 mln € (2011). W roku 2012 nowy rząd centoprawicy obniżył te wydatki do 2,5 mln €, aby zrezygnować z nich całkowicie w latach 2013–2018. Z kolei po objęciu władzy rząd Sancheza podwyższył wydatki do ok. 10 mln €; w roku 2021 zabudżetowano na ten cel bezpośrednio 11,4 mln €, a w formie subwencji dla wspólnot autonomicznych dalsze 4 mln €. Pula ta obejmuje jednak również różne działania, które nie wynikają bezpośrednio z Prawa Pamięci Historycznej, np. dotacje do produkcji filmów czy dofinansowanie do różnych projektów edukacyjnych albo badawczych. Znaczne kwoty na wydatki kategoryzowane jako „memoria histórica” przeznaczają władze samorządowe, np. na tak zakwalifikowane projekty rząd Andaluzji przeznaczał w latach 2017–2021 od 1,3 mln € do 1,7 mln € rocznie

## Kontrowersje
Głosy krytyczne, dotyczące Prawa Pamięci Historycznej, dzielą się na dwie grupy. Jedna dotyczy krytyki samej ustawy, tak jej litery jak ducha. Druga grupa dotyczy nie tyle ustawy ile raczej jej dominującej wykładni, praktycznego wcielania jej w życie, oraz generalnie różnych zjawisk o charakterze społeczno-politycznym które są z nią wiązane. W zasadzie dotyczą one jedynie 2 z 22 artykułów ustawy (art. 15-16), a mianowicie tych, które odnoszą się do organizacji przestrzeni publicznej.

### Krytyka ustawy

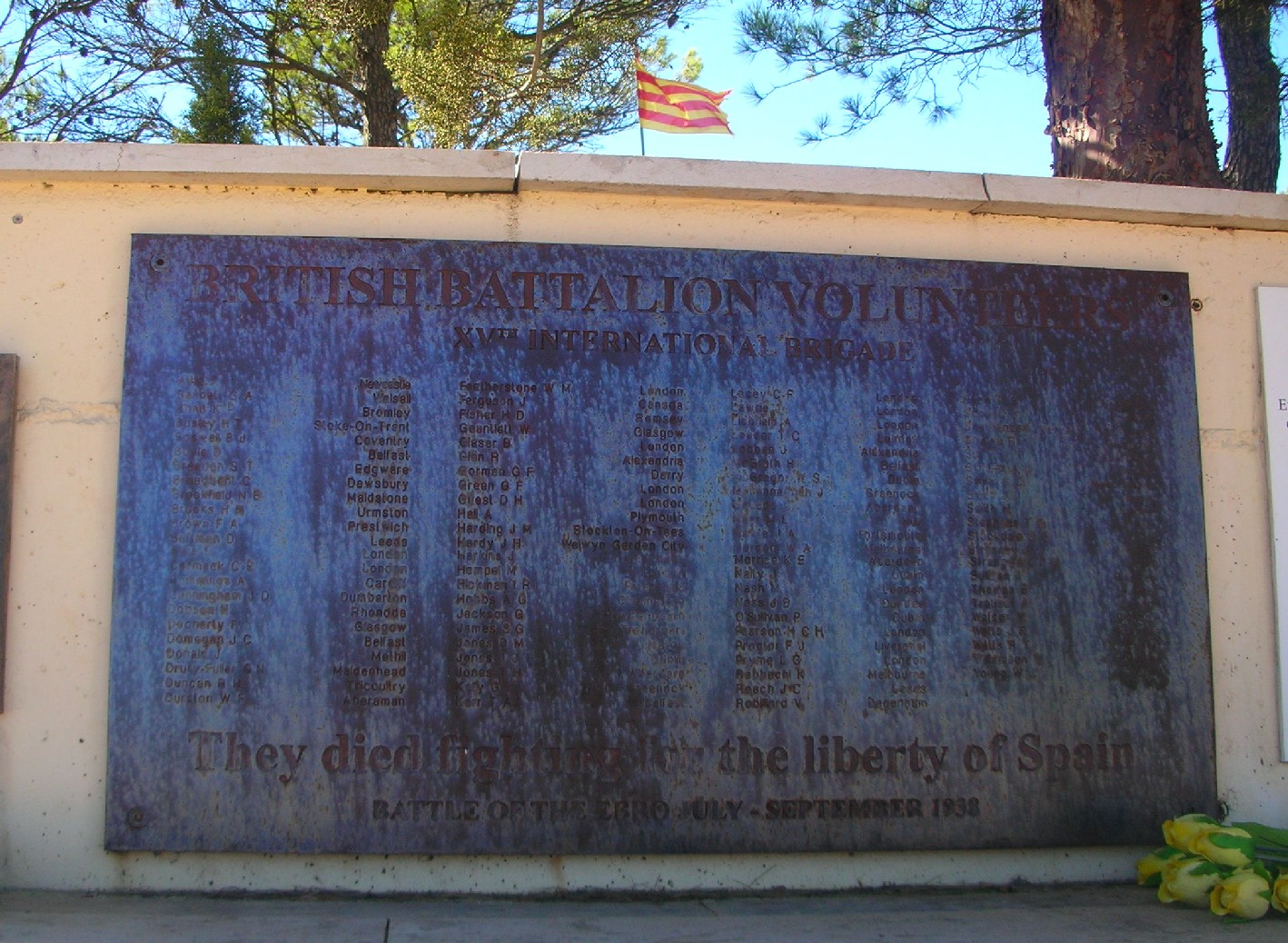
tablica upamiętniająca żołnierzy Brygad Międzynarodowych jako bojowników o wolność, Katalonia

- Utożsamianie antyfrankizmu z demokracją. Ustawie zarzuca się fałszowanie historii przez forsowanie nieprawdziwych tez. Najważniejsza z nich dotyczy domniemanego utożsamiania republikańskiej strony wojny domowej i antyfrankizmu z demokracją, np. stwierdzenia w preambule, że Brygady Międzynarodowe „walczyły w obronie wartości demokratycznych”. Zdaniem krytyków, przedstawianie jednostek bojowych realizujących interesy totalitarnego stalinowskiego reżimu jako obrońców demokracji jest kpiną ze zdrowego rozsądku[59], podobnie jak np. traktowanie en bloc jako demokratów wszystkich ofiar frankistowskich represji, wśród których znaczną część stanowili uczestnicy republikańskiego aparatu terroru i zwolennicy lewicowych dyktatur[60].

- Hurtowa stygmatyzacja wszystkich związanych z reżimem. Zdaniem innych krytyków ustawa w sposób nieuprawniony historycznie obciąża tzw. nacjonalistyczną stronę wojny domowej winą za jej wybuch i stygmatyzuje wszystkie składające się na nią grupy jako antydemokratyczne[61]. Ich zdaniem do wojny doprowadziła nie tylko „sublevación militar”, ale także rewolucyjne działania lewicy robotniczej. Wskazują też, że w strukturach dyktatury działały np. środowiska monarchistów alfonsyńskich, które doprowadziły do prodemokratycznej ewolucji systemu. Twierdzą wreszcie, że wdrażanie ustawy traktuje się jako zawoalowaną kampanię na rzecz likwidacji monarchii, przedstawiając ją jako ustrój instaurowany przez Franco i formę kontynuacji dyktatury[62].

- Nierówne traktowanie przemocy obu stron. Niektórzy wskazują, że treść ustawy w fałszujący historię sposób przedstawia przemoc okresu wojny domowej; obarcza za nią winą wyłącznie tzw. nacjonalistów. Paragrafy dotyczące odszkodowań dla ofiar represji wyliczają jedynie instytucje działające po stronie nacjonalistów, natomiast nie wymieniają republikańskich organów terroru (Tribunal Popular de Responsabilidades Civiles, Tribunal Especial de Espionaje y Alta Traición, Jurados de Urgencia, Jurados de Guardia). Podobnie wyliczając instytucje pracy przymusowej ustawa wylicza jedynie te funkcjonujące po stronie nacjonalistów, a nie wzmiankuje tych zorganizowanych przez republikanów (np. nadzorowanych przez tajną policję SIM obozów pracy Centros de Rendición de Penas)[63].

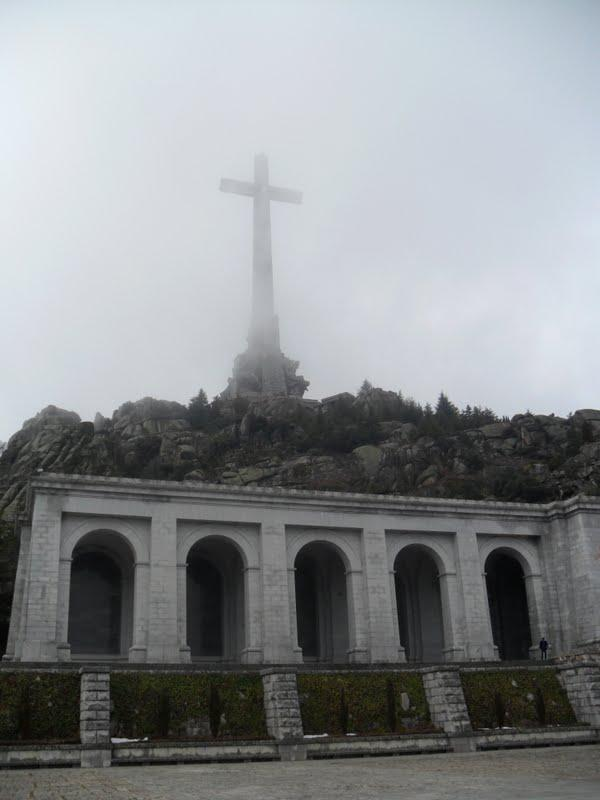
Dolina Poległych

- Brak potępienia frankizmu jako takiego. Zupełnie inny nurt krytyki związany jest z domniemaną połowicznością kroków, wprowadzonych przez ustawę. Zarzuca się jej, że nie potępiła ona frankizmu i dyktatury jako takich, a jedynie napiętnowała stosowane w tym okresie represje; krytycy domagają się usunięcia z przestrzeni publicznej wszystkich symboli frankizmu. Wprowadzone odszkodowania i renty uważają za niewystarczające, piętnują również brak ustawowego zobowiązania administracji do budowy i utrzymywania obiektów upamiętniających tradycję republikańską (pomniki, muzea, parki pamięci), brak przekształcenia Doliny Poległych w muzeum upamiętniające zbrodnie frankizmu, oraz brak obowiązku zwrotu władzom regionalnym, zwłaszcza baskijskim i katalońskim, zrabowanych dóbr, a gdy jest to niemożliwe, wypłaty odpowiedniego odszkodowania[64].

- Brak penalizacji sprawców. Bardziej radykalna krytyka dotyczy braku penalizacji osób winnych represji nacjonalistycznych i frankistowskich. Zwolennicy tej perspektywy uważają, że ustawa gwałci prawa ofiar nie zobowiązując organów państwowych do badania aktów represji, w tym do identyfikacji osób odpowiedzialnych[65]. Co więcej, ustawa nie wprowadza żadnych elementów penalizacji wobec członków aparatu przemocy. Ponieważ zdaniem krytyków systemowy terror okresu wojny i dyktatury miał charakter zbrodni przeciw ludzkości, nie ulega on przedawnieniu, a więc bezkarność sprawców stanowi również pogwałcenie praw człowieka i licznych podpisanych przez Hiszpanię aktów prawa międzynarodowego[66].

### Krytyka praktyki wdrażania ustawy
- Działanie wbrew duchowi pojednania i zgody. Najbardziej fundamentalny nurt krytyki dotyczy zarzutu, że ustawa stała się narzędziem walki polityczno-ideologicznej. Przyjęty model nie przewidywał funkcjonowania centralnego organu egzekucyjnego, np. ministerialnej komisji i jej delegatur prowincjonalnych, ale powierzył kwestie dotyczące przestrzeni publicznej władzom lokalnym. Zdaniem krytyków przeniosło to spory ideowe na grunt sąsiedzki, i zamiast krzewić deklarowanego „ducha pojednania i zgody” prowadzi do dewastowania opartych na modus vivendi wspólnot lokalnych, również na poziomie wsi czy dzielnicy[67]. Wskazuje się, że nierzadko podjęte decyzje są odwracane po kolejnych wyborach przez nowe władze, i tak np. przemianowana ulica wraca do swojej poprzedniej nazwy[68]. Wyroki sądowe, będące na ogół rezultatem zaskarżenia decyzji władz lokalnych, mają odniesienie jedynie do konkretnej decyzji i nie muszą być respektowane w innych, podobnych przypadkach[69].

- Promocja rewanżyzmu i narzucanie w stylu orwellowskiego Ministerstwa Prawdy ideologii lewicowej. Większość głosów krytycznych dotyczy domniemanej sekciarskiej interpretacji ustawy przez lewicę i narzucania przez nią lewicowych wartości ideowych, niekiedy w sposób prowokacyjny[70]. W tej interpretacji ustawa stała się narzędziem rewanżyzmu i czystki ideologicznej, za pomocą których lewica dąży do instytucjonalnego usunięcia z przestrzeni publicznej odwołań do wartości konserwatywnych i tradycyjnych[71], nie mających nic wspólnego z represjami, czy nawet frankizmem (np. napisy „Wszystko dla Ojczyzny”[72])

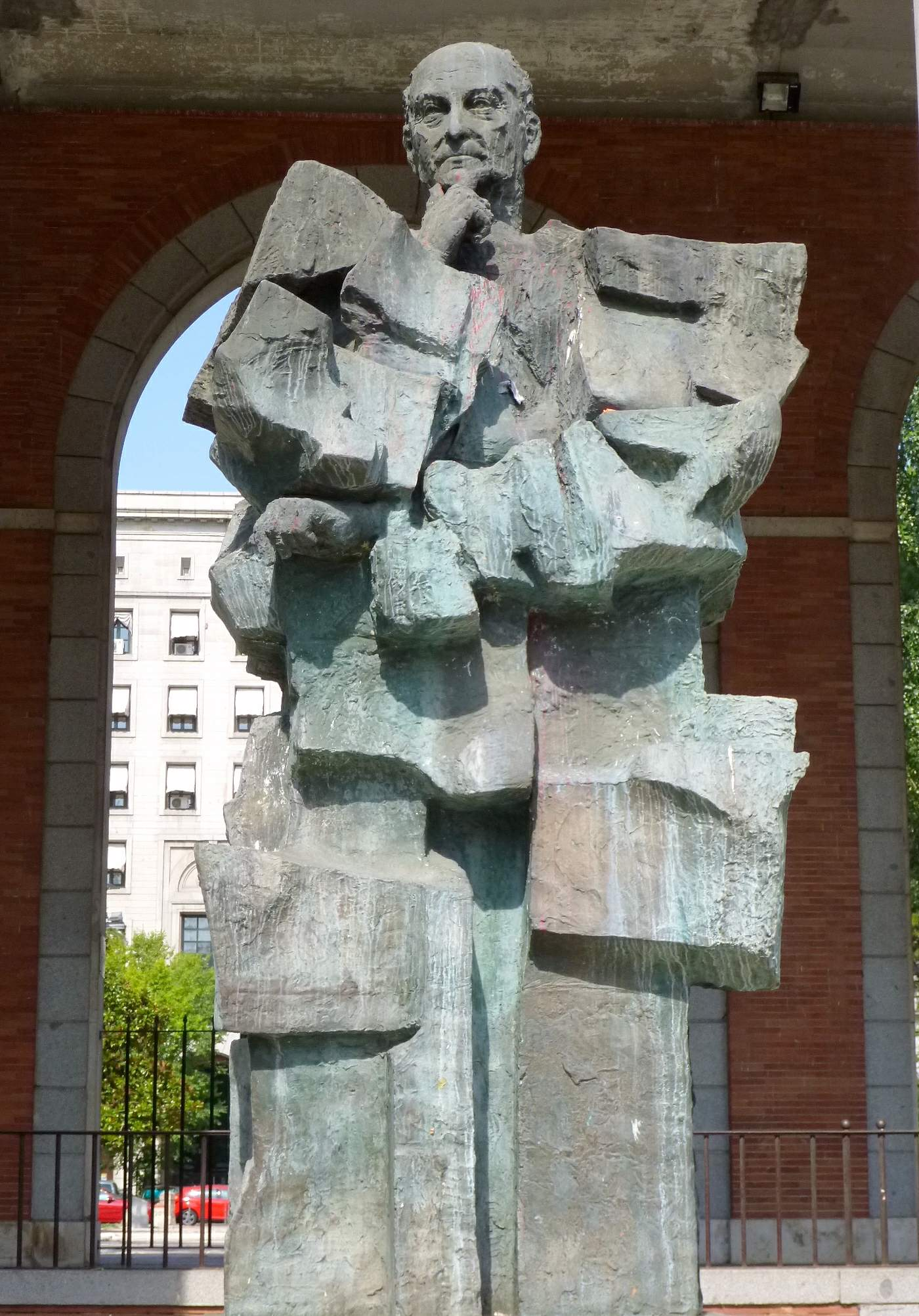
pomnik Largo Caballero, Madryt

- Nieuprawnione stosowanie wykładni rozszerzającej. Kluczowe dla politycznego wykorzystania ustawy ma być nieuprawnione nadanie jej wykładni rozszerzającej. O ile tekst Prawa Pamięci nakazuje usunięcie obiektów gloryfikujących „represje okresu dyktatury”, w praktyce usuwa się obiekty nawiązujące do dyktatury jako takiej; po 10 latach podobnej praktyki wykładnię taką formalnie przedstawił jako obowiązującą rząd Sancheza[73]. W ramach wdrażania ustawy usunięto nawet odwołania do postaci luźno związanych z frankizmem (a nie mających nic wspólnego z represjami), jak np. hiszpańskiego wynalazcy śmigłowca, Juana de la Cierva[74].

- Stosowanie podwójnych standardów. Kolejny wątek mówi o domniemanym stronniczym wdrażaniu ustawy w kwestii gloryfikacji wojny domowej, tj. o stosowaniu wykładni rozszerzającej w przypadku nacjonalistów, a zawężającej w przypadku republikanów. Podczas gdy usuwa się odwołania do przywódców nacjonalistów (np. Orgaz, Varela, Saliquet, Dávila)[75], to toleruje się czy wręcz umieszcza się w przestrzeni publicznej nowe odwołania do przywódców republikanów (Miaja, Largo Caballero, Azaña, Negrin); tych ostatnich honoruje się formalnie nie jako przywódców jednej ze stron walczących, ale np. jako bojowników o sprawiedliwość społeczną. Podobnie usuwa się odwołania do jednostek bojowych nacjonalistów (np. do Brygad Nawarskich)[76], a umieszcza odwołania do jednostek republikanów (np. Brygad Międzynarodowych)[77].

- Dzielenie ofiar na lepsze i gorsze. Spotkać można głosy, że przy wdrażaniu ustawy dzieli się ofiary represji na te pierwszej i te drugiej kategorii[78]. Władze lokalne często z wielką pompą upamiętniają postacie zamordowane przez nacjonalistów (np. 13 madryckich dziewcząt określanych jako tzw. Trece Rosas(inne języki)), a usiłują usunąć odwołania do postaci zamordowanych przez republikanów (np. 14 madryckich zakonnic określanych jako tzw. Mártires Concepcionistas)[79]. Podobnie eksponuje się instytucje terroru frankistowskiego a eliminuje się odwołania do instytucji terroru republikańskiego, np. przy opracowywaniu lokalnych tras turystycznych; w Madrycie umieszczenie w itinerarium tzw. checas(inne języki) uznano za niezgodne z Prawem Pamięci[80].

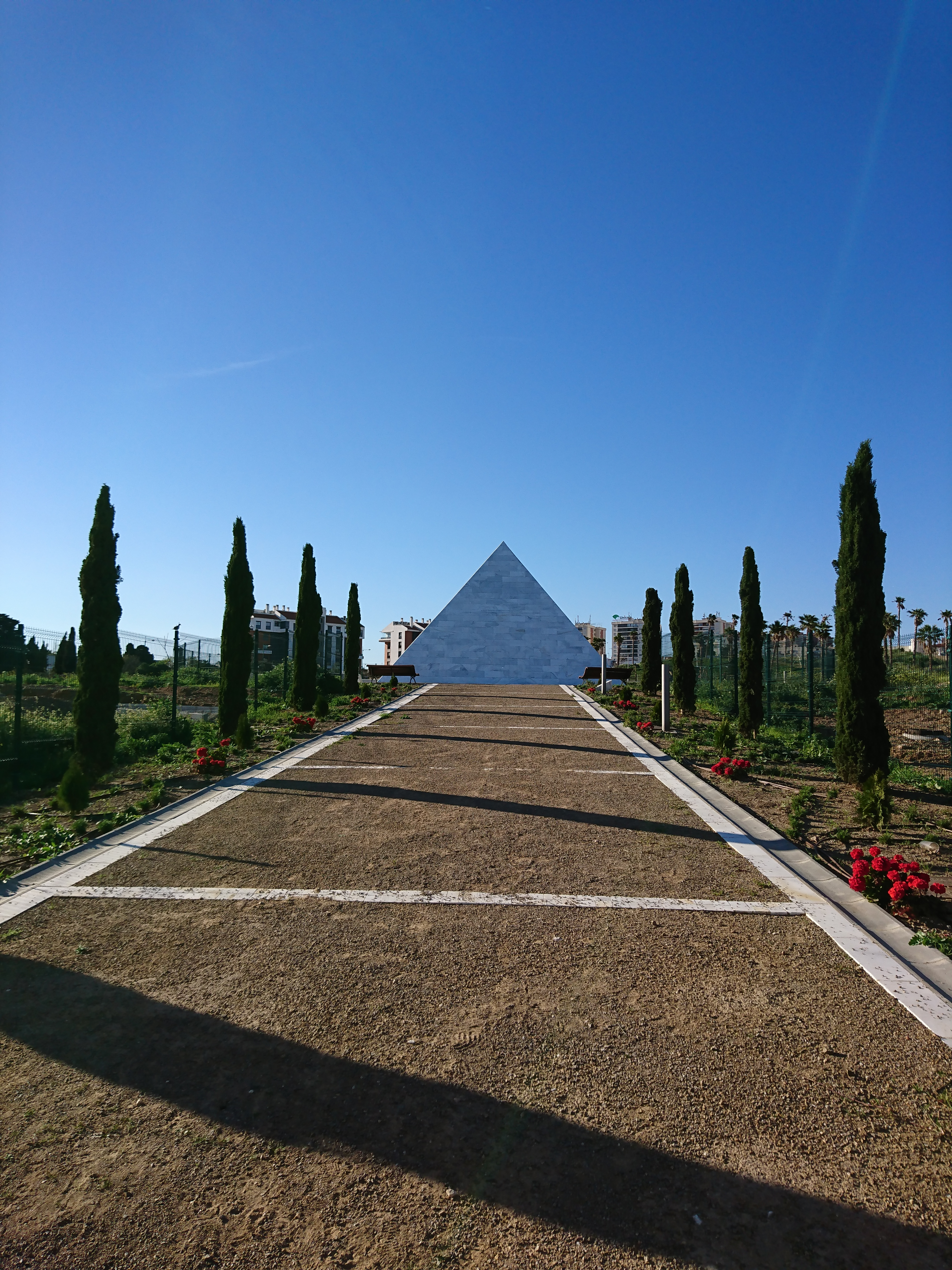
obelisk upamiętniający zabitych za „wolność i demokrację”, Malaga

- Ukrywanie zbrodni lewicy, zawłaszczanie pamięci ofiar. Szczególne oburzenie niektórych budzą działania interpretowane jako próby ukrycia zbrodni republikańskich. Wskazuje się, że władze powołując się na Prawo Pamięci usuwają np. tablice jasno wskazujące na republikańskich sprawców, a zamiast tego umieszczają tablice informujące, że upamiętnia się tu „ofiary wojny domowej”, np. w przypadku 180 ofiar z Los Yébenes[81]. Niektóre sytuacje piętnowane są jako zawłaszczanie pamięci ofiar; np. w przypadku cmentarza San Rafael w Maladze, gdzie do lutego 1937 egzekucje przeprowadzali republikanie, a po tej dacie nacjonaliści, umieszczono wielki obelisk upamiętniający tych, którzy „oddali życie za wolność i demokrację”. Okolicznościowe wystąpienia precyzowały już jasno, że chodzi o ofiary „barbarzyńskich frankistowskich represji”[82].

- Gloryfikowanie zbrodniarzy. Zdaniem niektórych krytyków zjawisko utożsamiania antyfrankizmu z demokracją prowadzi do honorowania zbrodniarzy i gloryfikacji przemocy. Oprócz osób pośrednio obciążanych odpowiedzialnością za republikański terror, którym wystawiono pomniki (np. Companys, Prieto), wskazuje się na honorowanie dowódców jednostek bezpośrednio stosujących represje (np. ulice Durrutiego). Szczególnie szerokim echem odbiły się wydarzenia z roku 2018 w Madrycie. Przy szerokich odwołaniach do Prawa Pamięci na miejskim cmentarzu Almudena uroczyście umieszczono obelisk upamiętniający z nazwiska ok. 3000 osób rozstrzelanych tu przez frankistów; lista ta zawierała nazwiska ok. 300 funkcjonariuszy republikańskiego aparatu terroru[83].

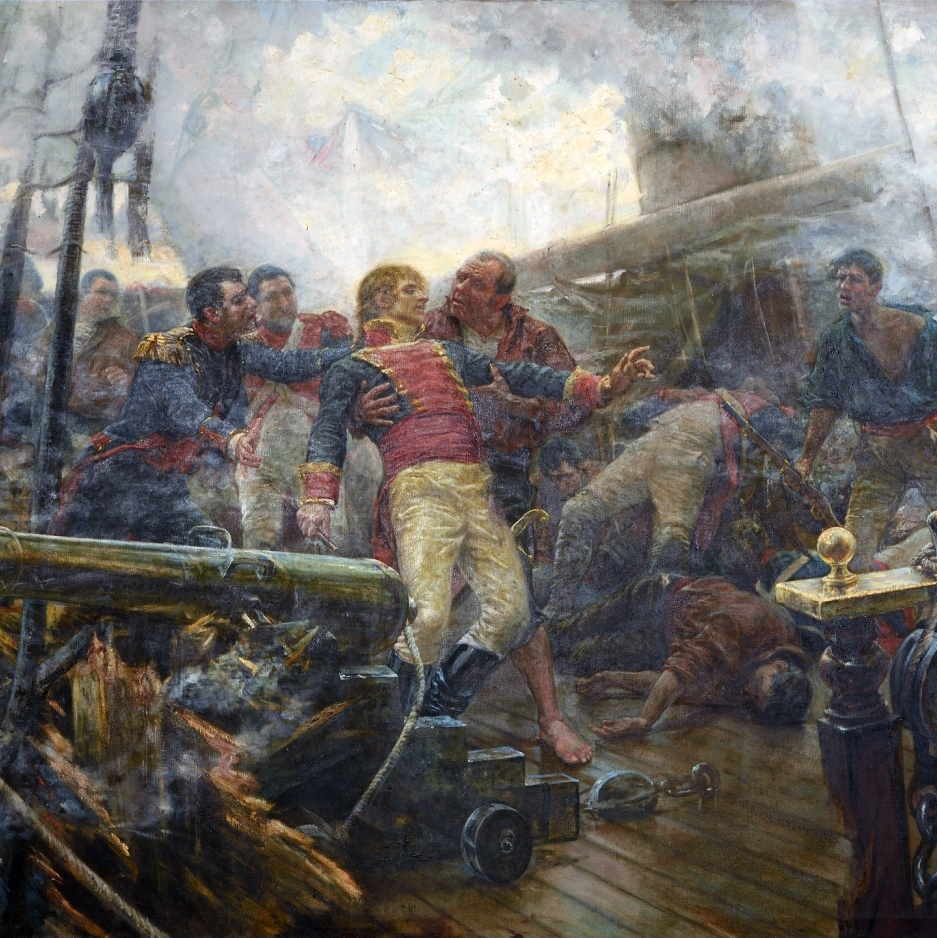
admirał Churruca pod Trafalgarem

- Podstawowe błędy historyczne. Czasem wskazuje się na przypadki stosowania ustawy w stosunku do postaci nie mających nic wspólnego ani z frankizmem, ani z wojną domową. Dotyczy to np. obiektów upamiętniających dyktatora Miguela Primo de Riverę (zmarł 1930)[84], tradycjonalistycznego teoretyka polityki Juana Vázquez de Mella (zmarł 1928)[85] czy wręcz postaci żyjących w XVIII i XIX wieku, jak uczestnika bitwy pod Trafalgarem i bohatera narodowego, admirała Churruca(inne języki)[86]. Do tej samej kategorii zaliczane są przeprowadzane w ramach wdrażania ustawy przypadki usuwania odwołań do José Calvo Sotelo, prawicowego polityka zamordowanego przez policję II Republiki, którego śmierć była bezpośrednim impulsem do zamachu stanu z roku 1936[87].

- Łamanie prawa. Wiele kontrowersji wzbudza kwestia statusu Doliny Poległych i zwłaszcza usunięcia z tamtejszej bazyliki sarkofagu ze szczątkami Franco. Krytycy twierdzą, że rząd postąpił tu nie tylko wbrew prawu, które nie daje mu kompetencji do ingerowania w obiekty kultu religijnego, ale nawet wbrew Prawu Pamięci; w osobnym artykule uznaje ono Dolinę za obiekt kultu podlegający legislacji dotyczącej obiektów religijnych, a nie przestrzeni publicznej. Drugim najbardziej znanym pojedynczym obiektem budzącym kontrowersje jest wielkie mauzoleum ku czci poległych po stronie nacjonalistów nawaryjczyków, znajdujące się w Pampelunie. W roku 2016 władze miejskie usunęły stamtąd sarkofag generała Sanjurjo, a od tego czasu trwają związane z tym spory sądowo-instytucjonalne[88].

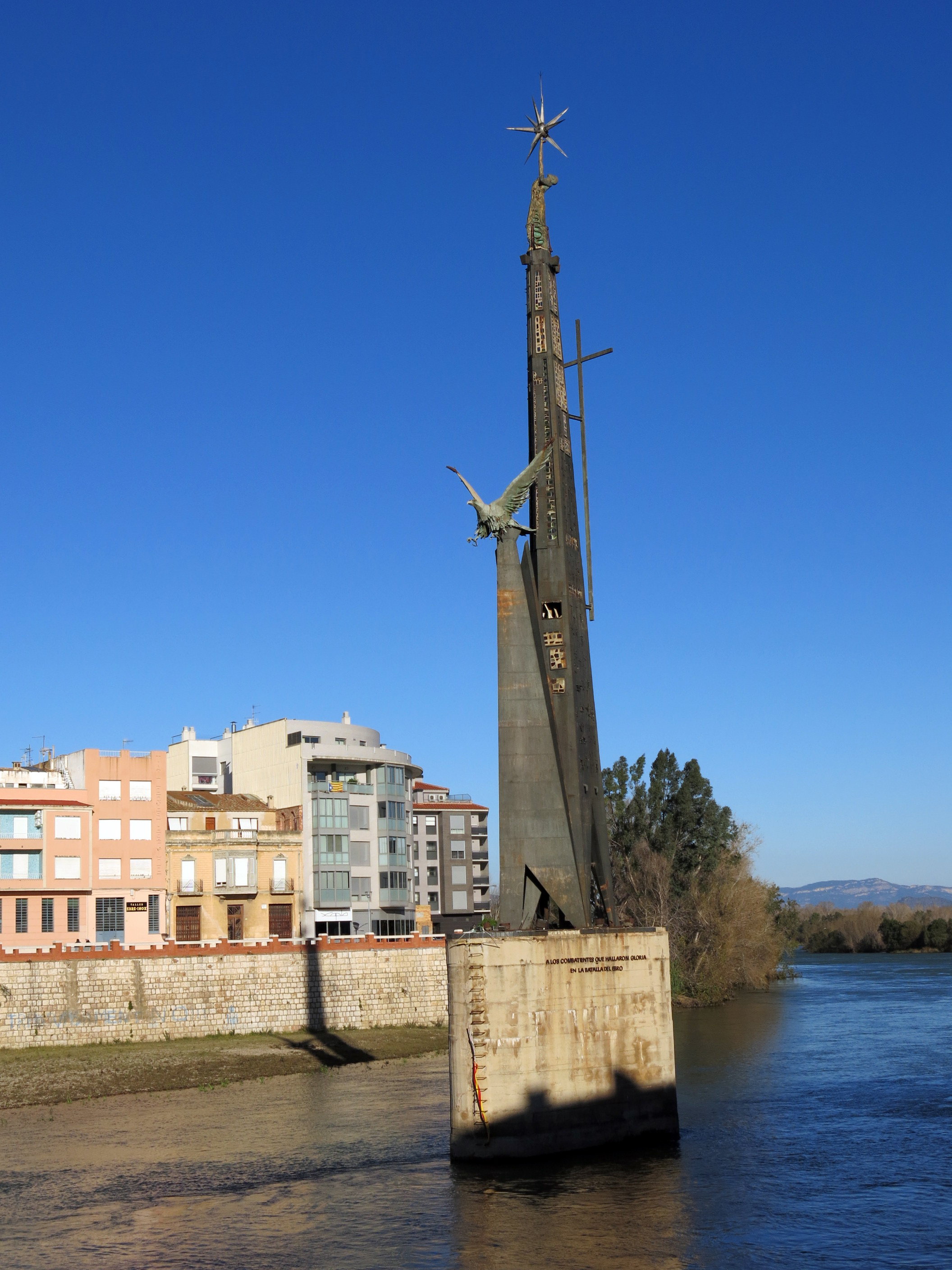
Tortosa, były pomnik Bitwy nad Ebro, obecnie anonimowy

- Konserwowanie frankizmu. Zdaniem niektórych ustawa wdrażana jest zbyt anemicznie i w sposób ograniczony, a uznaniowość ze strony władz lokalnych umożliwia konserwację antydemokratycznych, frankistowskich i faszystowskich odwołań. Wskazują oni, że niekiedy samorządy przez lata zwlekają z wykonaniem postanowień ustawy i kwalifikujące się do usunięcia pomniki (np. Vareli w Kadyksie czy Carrero w Santoña) nadal zaśmiecają przestrzeń publiczną[89]. W takich przypadkach dość liczne stowarzyszenia, stawiające sobie za cel obronę pamięci historycznej, niekiedy odwołują się do instancji sądowych. Również wyroki Tribunal Supremo bywają krytykowane; gdy ocenił on, że „ulica im. Poległych Błękitnej Dywizji” nie dotyczy represji okresu dyktatury, środowiska postępowe uznały, że zdaniem sądu nie można czcić zbrodni frankizmu, ale można czcić zbrodnie nazizmu[90]. Część krytyków domaga się usuwania w ramach ustawy krzyży, obecnych w przestrzeni publicznej[91].

- Pozorowana promocja demokracji. Krytykowana jest praktyka usuwania samych inskrypcji i pozostawiania anonimowych pomników czy obelisków, których znaczenie pozostaje nieokreślone, lecz których intencje są znane. Jej rezultatem jest dalsze istnienie obiektów mających propagować wartości frankistowskie, np. wielkiej piramidy ku czci poległych żołnierzy włoskich na górskiej przełęczy na granicy Kastylii i Kantabrii[92]. Niektóre z nich stoją w miejscach bardzo eksponowanych, np. w nurcie Ebro w centrum Tortosy znajduje się wielki pomnik oryginalnie upamiętniający żołnierzy nacjonalistów poległych w Bitwie nad Ebro; ponieważ nie ma on charakteru figuralnego i jest zwieńczony rodzajem gwiazdy, może on budzić ambiwalentne skojarzenia[93]. W niektórych przypadkach toczą się spory o treść nowej inskrypcji[94].

## Derogowanie ustawy
W publicznej debacie nt. Prawa Pamięci Historycznej z czasem zaczęły przeważać głosy, że aczkolwiek wytyczyła właściwy kierunek legislacyjny, to jednak nie szła wystarczająco daleko. Od schyłku drugiej dekady XXI wieku media i ugrupowania polityczne rozpoczęły dyskusję nt. radykalizacji przyjętych dotychczas rozwiązań. Promujące ten plan środowiska lewicy zmierzały do przyjęcia nowej ustawy, określanej roboczo jako Prawo Pamięci Demokratycznej (Ley de Memoria Democrática). W roku 2021 socjalistyczny rząd Sancheza opracował	 projekt ustawy i przedłożył go Kortezom. Parlament zaaprobował projekt w roku 2022 głosami PSOE i Podemos; przeciw były Partia Ludowa, Vox i Ciudadanos oraz partie nacjonalistów katalońskich.
Ustawa oficjalnie przyjęta jako "Ley 20/2022, de 19 de octubre, de Memoria Democrática", zwana popularnie Prawem Pamięci Demokratycznej, deroguje Prawo Pamięci Historycznej. Nie oznacza to jednak, że przyjęte w nim normy przestały obowiązywać; zostały one albo podtrzymane, albo poszerzone. I tak np., jeśli Prawo Pamięci Historycznej nakazywało usunięcie z przestrzeni publicznej elementów gloryfikujących zamach stanu, to Prawo Pamięci Demokratycznej penalizuje gloryfikację jako taką, wprowadzając sankcje karne w postaci grzywny do 150 tysięcy euro, czasowego zamknięcia instytucji czy organizacji i przepadku mienia, służącego przestępstwu. Prawo Pamięci Historycznej zakazywało gloryfikacji "represji okresu dyktatury", natomiast Prawo Pamięci Demokratycznej zakazuje już gloryfikacji dyktatury jako takiej.

## Recepcja w Polsce
W Polsce śledzono hiszpańskie dyskusje o frankistowskiej przeszłości z umiarkowanym zainteresowaniem. W latach 90. XX wieku paradygmat pokonywania podziałów ideowych poprzez rezygnację z wzajemnego szantażowania się przeszłością cieszył się pewnym powodzeniem; hiszpański model transformacji proponowano jako wzór i z aprobatą pisano i wspominano, że Hiszpanie obywają się „bez rozdrapywania ran i porachunków”. Środowiska postępowe, sprzeciwiające się lustracji oraz formom stygmatyzacji ludzi wiązanych z reżimem PRL, odwoływały się do hiszpańskiego modelu transformacji ku demokracji jako do wzorca cywilizacyjnego. Koncentrowanie się na przeszłości przedstawiały jako jałowe oglądanie się za siebie i błędne koło wzajemnych oskarżeń, przeciwstawiając je konstruktywnemu spojrzeniu w przyszłość. Ogólny ton dyskusji zaczął zmieniać się na przełomie wieków, kiedy coraz częściej w mediach pojawiały się krytyczne uwagi wobec domniemanego hiszpańskiego „paktu milczenia” i zawoalowane wezwania do zastąpienia go „paktem pamięci”.
Zapoczątkowane przez rząd Zapatero prace legislacyjne przyjmowano niejednoznacznie, niekiedy pisząc, że „bawi się zapałkami”. Przyjęcie Prawa Pamięci było komentowane różnie. Czasem przedstawiano je jako reakcję na forsowaną przez Watykan ofensywę propagandową, związaną z beatyfikacją kilkuset katolików którzy stracili życie z rąk republikanów. Czasem uważano je za „próbę przedstawienia prawdy” choć z zastrzeżeniami, że niestety może służyć celom agitacyjno-propagandowym. „Polskę braci Kaczyńskich” i „Hiszpanię Zapatero” przedstawiano jako „antypody europejskości”. Jeszcze w roku 2010 w sztandarowych gazetach nurtu postępowego zdarzały się uwagi, że „polityka historyczna Zapatero ograniczyła się do klekotania szkieletami ofiar wyciąganymi z szaf i wygrywania przegranej wojny domowej. [...] Antyfrankiści późnej godziny zachowują się podobnie do polskich antykomunistów z PiS, IPN i obozu katolicko-narodowego”. Komentatorzy reakcyjni krytykując Zapatero za wznawianie „wojny cywilizacyjnej” krytykowali również hiszpańską prawicę, bezczynną bo jakoby zawstydzoną swoim post-frankistowskim rodowodem.
W drugiej dekadzie XXI wieku w środowiskach postępowych zaczęła zdecydowanie dominować sympatia dla wysiłków związanych z Prawem Pamięci. Termin „wojna o pamięć”, który 20 lat wcześniej miałby wydźwięk szyderczy, stał się określeniem starań o sprawiedliwość, odrzucano też argumenty o rzekomym „rozdrapywaniu ran”. Z ubolewaniem pisano, że wdrażanie prawa zostało spowolnione albo wręcz zablokowane przez prawicę. Pod koniec dekady zaczęły pojawiać się ponownie opinie krytyczne, ale tym razem formułowane już z odwrotnych pozycji; Prawo Pamięci krytykowano nie dlatego że szło za daleko, ale że było zbyt wstrzemięźliwe. Wzmiankom o „kulawej ustawie” towarzyszą głosy aprobaty o pracach nad nowym „Prawem Pamięci Demokratycznej”, choć niektórzy przedstawiają je jako „zabliźnianie ran”, a inni jako bolesne, ale konieczne „rozdrapywanie ran”. Natomiast komentatorzy prawicowi konsekwentnie krytykują Prawo Pamięci jako napędzaną ideologicznym fanatyzmem zemstę na martwych i element wojny cywilizacyjnej, której celem jest usunięcie z przestrzeni publicznej wszystkich odwołań do wartości tradycyjnych. Zestawienia porównawcze polskich („dekomunizacja”) i hiszpańskich („defrankizacja”) prób reorganizacji przestrzeni publicznej oraz akcji zmian patronów ulic są zupełnie sporadyczne.

## Aneks: treść Prawa Pamięci Historycznej

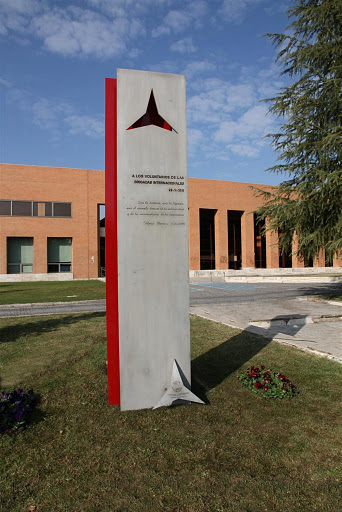
obelisk ku czci Brygad Międzynarodowych, Madryt

- Preambuła ustawy wskazując na jej źródła odwołuje się do “ducha pojednania i zgody”, wynikającego z konstytucji z roku 1978. Wskazuje, że przyjęte wtedy zasady współżycia społecznego wymagają zadośćuczynienia dla osób, które padły ofiarą wojny i dyktatury, oraz podkreśla, że w tym zakresie powstało wiele słusznych inicjatyw społecznych. W kolejnej części odwołuje się do legislacyjnej inicjatywy Kortezów z roku 2002 i deklaracji Zgromadzenia Parlamentarnego Rady Europejskiej z roku 2006, obu dotyczących potępienia reżimów totalitarnych (i explicite frankizmu), a w szczególności łamania praw człowieka w Hiszpanii w latach 1939–1975. Następnie stwierdza, że nadszedł czas uznania praw osób pokrzywdzonych z powodów ideologicznych lub religijnych i wylicza ich przykłady (np. uwięzieni, deportowani). Wskazuje też en bloc na członków niektórych organizacji walczących w obronie wartości demokratycznych (np. funkcjonariusze Korpusu Karabinierów czy żołnierze Brygad Międzynarodowych). Następnie tekst preambuły omawia w skrócie treść kolejnych paragrafów ustawy. Preambuła w kilku miejscach powołuje się na zasady demokratyczne, wartości demokratyczne i społeczeństwo demokratyczne.

- Artykuł 1 podaje cele ustawy: określa je jako 1) zadośćuczynienie ofiarom prześladowań politycznych, ideologicznych lub religijnych z okresu wojny domowej i dyktatury, oraz 2) propagowanie zasad demokracji

- Artykuł 2 uznaje za niesprawiedliwe formy prześladowań politycznych, ideowych i religijnych z okresu wojny i dyktatury, oraz wylicza kategorie osób podlegających prześladowaniom z powodu przynależności do różnych grup (partie polityczne, związki zawodowe, organizacje religijne lub wojskowe, mniejszości etniczne, tajne stowarzyszenia, loże masońskie, grupy oporu); za niesprawiedliwe uznaje również prześladowania spowodowane preferencjami kulturalnymi, językowymi czy seksualnymi osób poszkodowanych

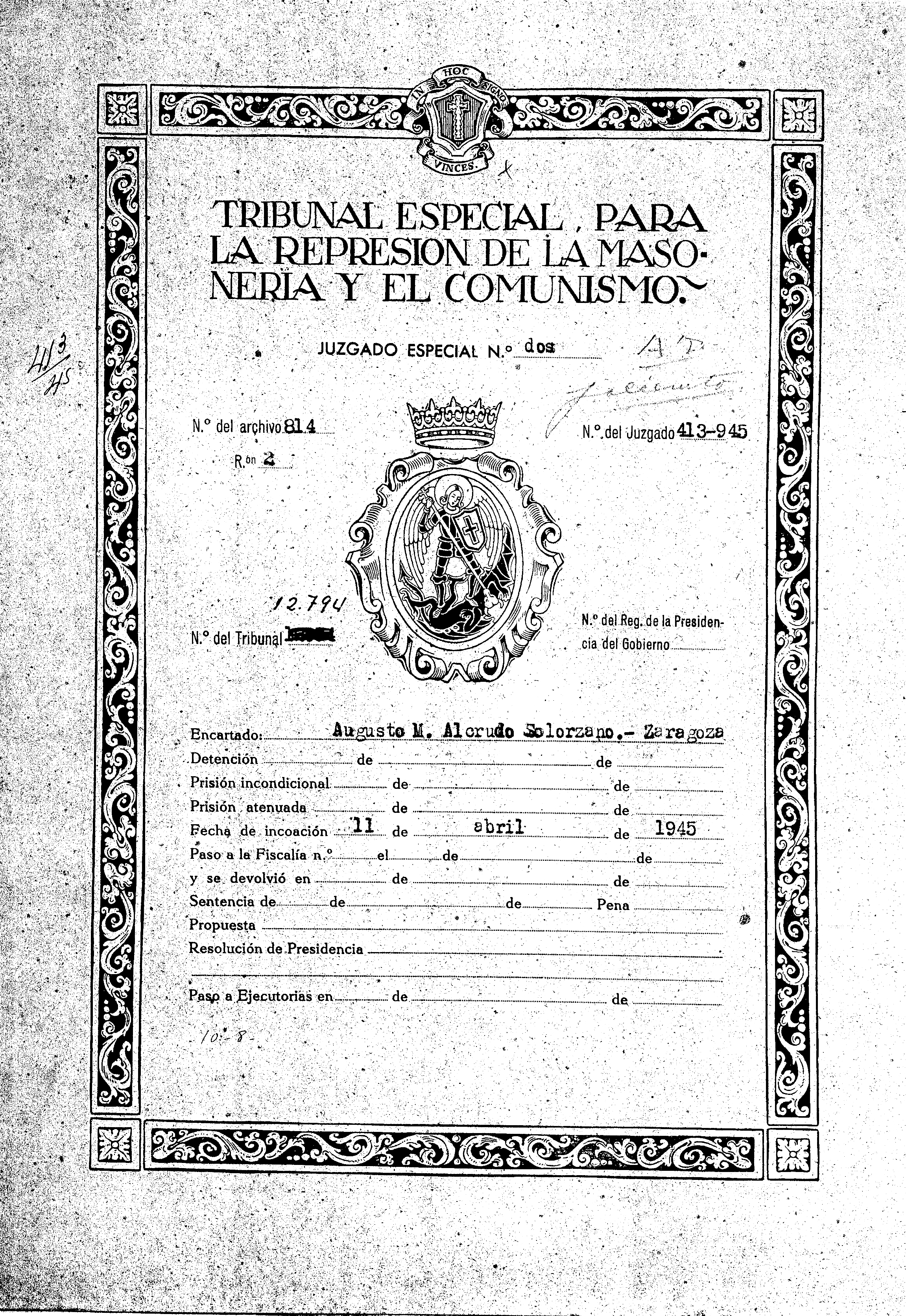
orzeczenie Trybynału ds. Zwalczania Masonerii

- Artykuł 3 uznaje za nielegalne decyzje organów sądowniczych lub administracyjnych ustanowionych podczas wojny domowej i dyktatury w celu egzekwowania sankcji motywowanych politycznie, ideologicznie lub religijnie. Z nazwy wymienia się organy powołane przez tzw. nacjonalistów podczas wojny domowej i przez administrację frankistowską (Tribunal de Represión de la Masonería y el Comunismo, Tribunal de Orden Público, Tribunales de Responsabilidades Políticas, Consejos de Guerra)

- Artykuł 4 przyznaje poszkodowanym i ich rodzinom prawo do uzyskania formalnego potwierdzenia ich statusu. Ma ono formę dokumentu, wystawianego przez Ministerstwo Sprawiedliwości na życzenie zainteresowanych

- Artykuł 5 poszerza prawa do świadczeń społecznych, przyznane przez wcześniejsze ustawy. Poszerzenie obejmuje np. kalectwo będące skutkiem wypadku, o ile wynikał on z okoliczności wojennych

- Artykuł 6 przyznaje rentę sierocą. Przysługuje ona osobom, które zostały osierocone podczas wojny i wynosi 133 € miesięcznie

- Artykuł 7 rozszerza uprawnienia do odszkodowań, przyznane przez wcześniejsze ustawy. Więźniom obozów pracy przymusowej przyznaje jednorazowe odszkodowanie 6010 € za każde 3 lata oraz 1202 € za każde następne 3 lata; małżonkom osób straconych, o ile nie uzyskały one odszkodowań na mocy innych regulacji, przyznaje jednorazowe odszkodowanie w wysokości 9616 €

- Artykuł 8 zwalnia od opodatkowania istniejące formy odszkodowań

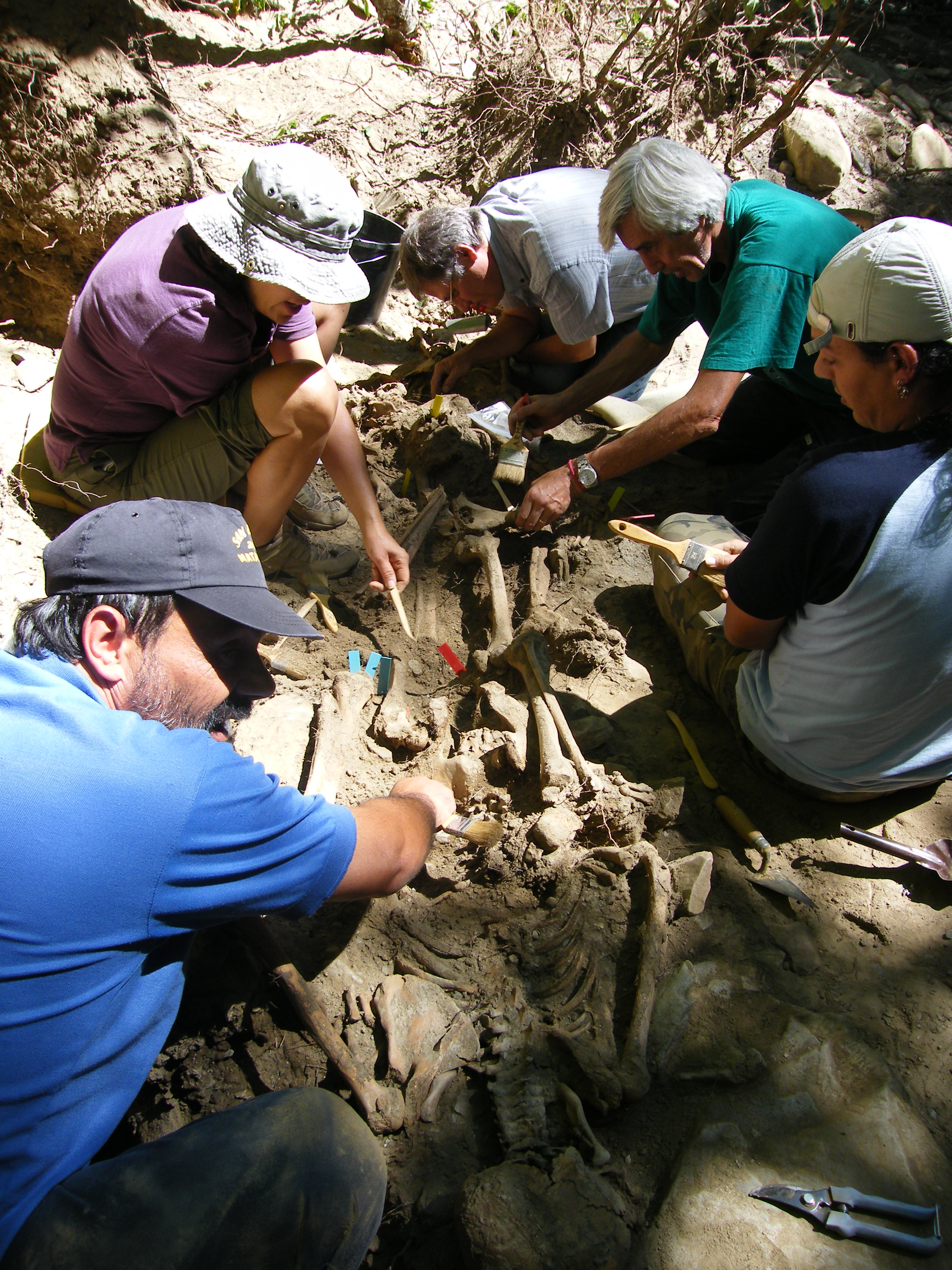
ekshumacja szczątków, Hiszpania

- Artykuł 9 wprowadza zasady rekompensat za podatki od odszkodowań pobrane do chwili wejście w życie ustawy

- Artykuł 10 wprowadza odszkodowanie dla rodzin osób które straciły życie w obronie demokracji od 1 stycznia 1968 do 6 października 1977 (poprawka z roku 2008 zmienia tę datę na 31 grudnia 1977). Odszkodowanie ma charakter jednorazowy, wynosi 135 000 € i przysługuje osobom, które zgodnie z prawem hiszpańskim mają prawo do dziedziczenia. Artykuł w dalszej części specyfikuje zasady przyznawania odszkodowania w sytuacji, gdy potencjalnych beneficjentów jest więcej

- Artykuł 11 zobowiązuje administrację publiczną do współpracy z osobami lub organizacjami, których celem jest lokalizacja miejsc pochówku ofiar represji oraz ich identyfikacja

- Artykuł 12 specyfikuje środki, obowiązujące administrację publiczną odnośnie do lokalizacji i identyfikacji ofiar. Dotyczy on głównie sporządzania map i dokumentacji, oraz dostępu do nich przez osoby zainteresowane

- Artykuł 13 wylicza podstawowe zasady współpracy administracji publicznej z osobami zainteresowanymi w zakresie lokalizacji i identyfikacji ciał ofiar, dotyczące np. prowadzenia prac lub wydawania zwłok

- Artykuł 14 wylicza podstawowe zasady dostępu do terenów podlegających pracom lokalizacyjnym i identyfikacyjnym, zwłaszcza w przypadku gdy mają one dotyczyć terenów prywatnych

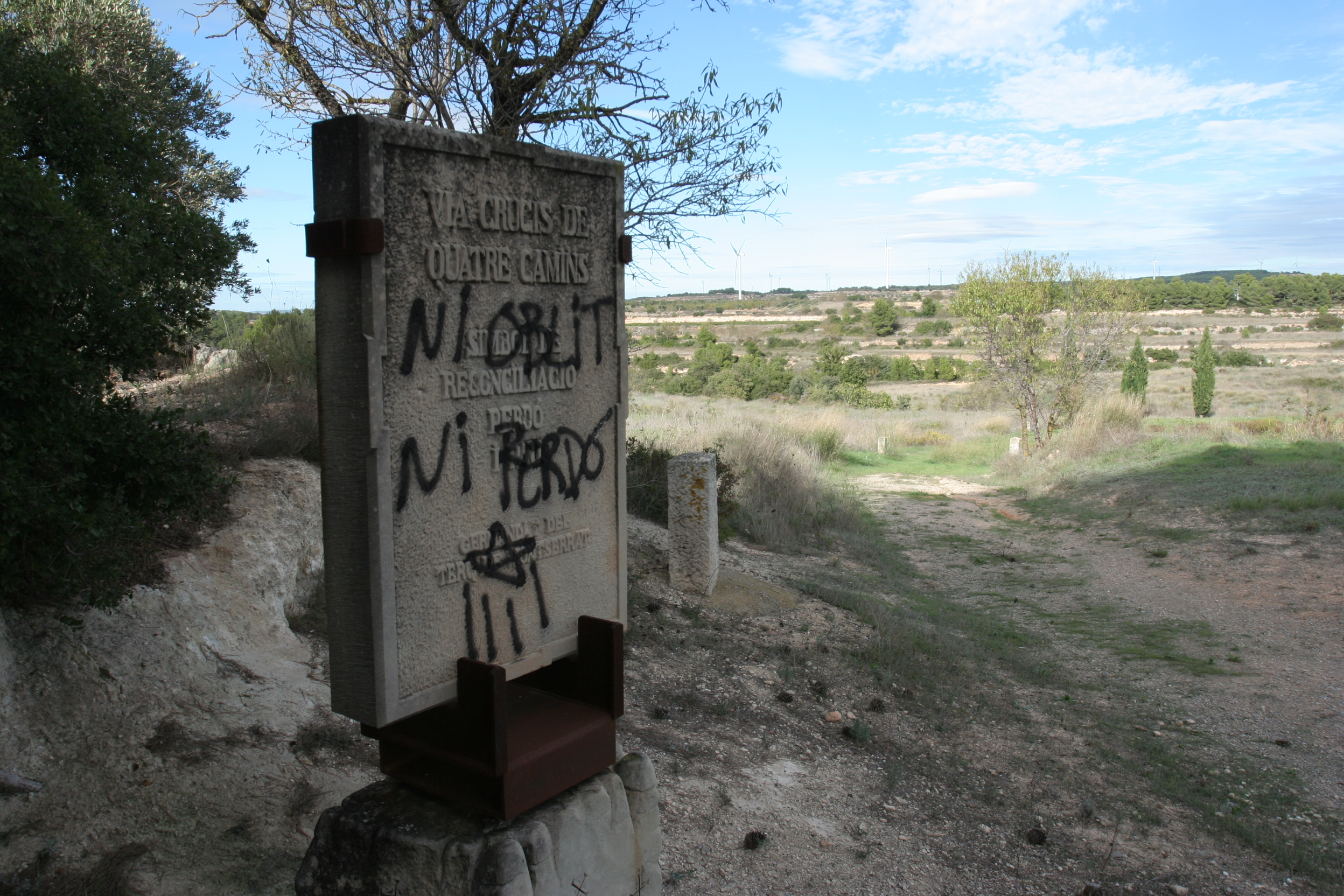
wystawiony przez nacjonalistycznych kombatantów kamień, wzywający do pojednania; napis sprayem głosi „ani zapomnienia, ani przebaczenia”

- Artykuł 15 zobowiązuje organy administracyjne do usunięcia obiektów będących pochwałą, apoteozą, gloryfikacją (oryg. exaltación) powstania wojskowego, wojny domowej i represji okresu dyktatury. Organy te mają obowiązek podjąć działania dotyczące przestrzeni podlegającej ich kompetencjom. Obowiązek ten nie dotyczy 1) obiektów o charakterze ściśle prywatnym; 2) obiektów nie będących gloryfikacją stron walczących; 3) obiektów będących zabytkami chronionymi prawem. Artykuł upoważnia też administrację do wycofania ew. subwencji dla właścicieli prywatnych, którzy nie usuwają wymienionych obiektów z terenów czy budynków będących ich własnością

- Artykuł 16 określa teren Doliny Poległych jako teren podlegający legislacji dotyczącej obiektów kultu religijnego i cmentarzy. Zabrania też organizacji tam aktów o charakterze politycznym i stanowiących gloryfikację wojny domowej, jej protagonistów, lub frankizmu. Poprawka przyjęta w roku 2018 stwierdza, że w Dolinie mogą być pochowani tylko polegli w czasie wojny domowej

- Artykuł 17 zobowiązuje rząd do sporządzenia indeksu obiektów zbudowanych w wyniku pracy przymusowej. Wymienia przy tym formacje zorganizowane przez tzw. nacjonalistów lub organy państwa frankistowskiego (Batallones Disciplinarios de Soldados Trabajadores, Batallones de Trabajadores, Colonias Penitenciarias Militarizadas)

- Artykuł 18 ułatwia uzyskanie obywatelstwa hiszpańskiego przez byłych członków Brygad Międzynarodowych. Prawo do uzyskania obywatelstwo przyznano wcześniejszym dekretem z roku 1996; ułatwienie znosi obowiązek wcześniejszego zrzeczenia się obywatelstwa innego państwa

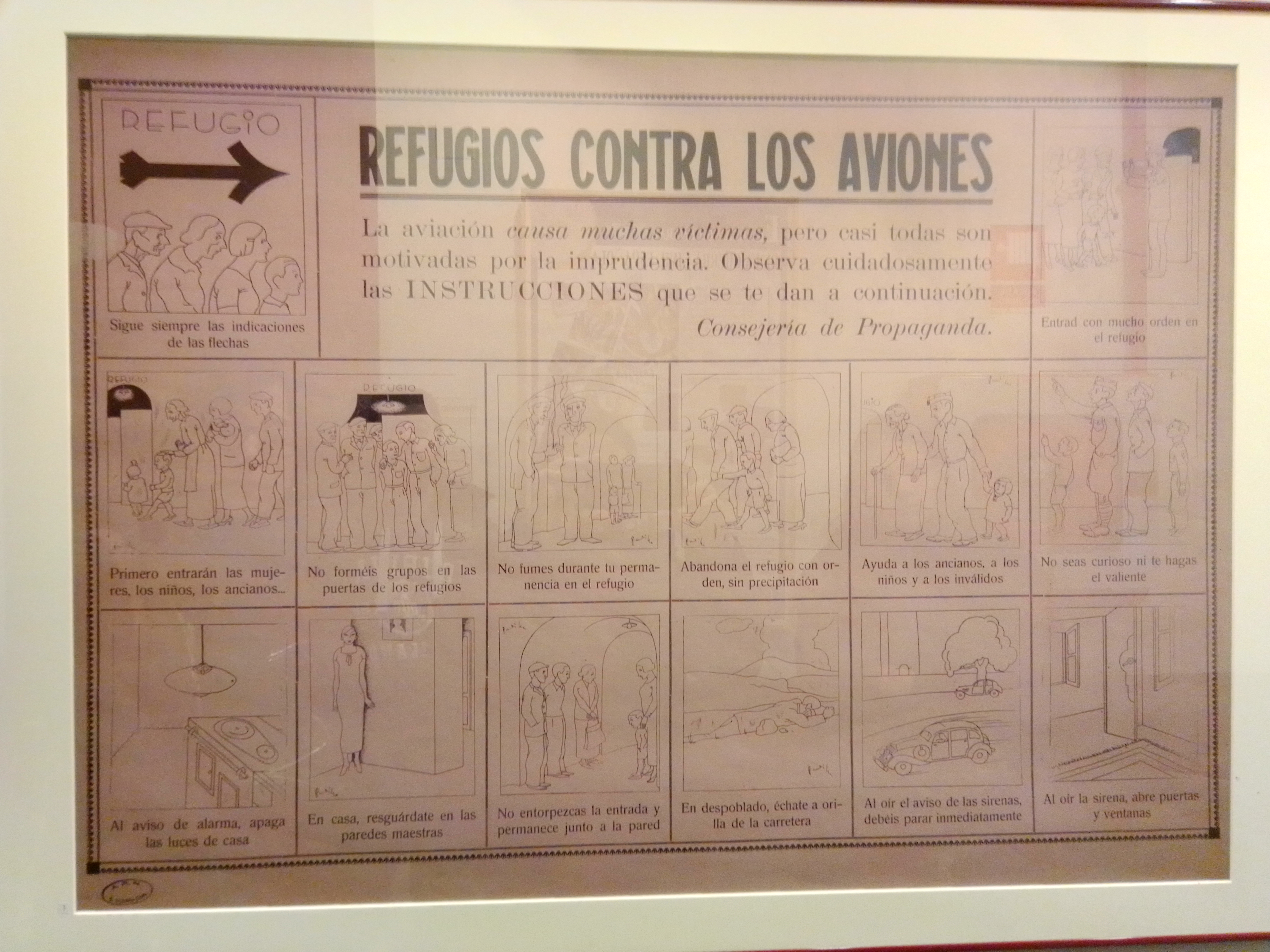
Centrum Dokumentacji w Salamance, fragment ekspozycji

- Artykuł 19 uznaje działalność stowarzyszeń grupujących ofiary, ich rodziny lub osoby działające na rzecz ich upamiętnienia, i przyznaje rządowi prawo do ich uhonorowania

- Artykuł 20 dotyczy funkcjonowania jednostek archiwalnych związanych z represjami i wojną domową. Jako jednostkę centralną ustanawia Centrum Dokumentacji Pamięci Historycznej z siedzibą w Salamance (utworzone już ustawą przyjętą kilka miesięcy wcześniej); podporządkowuje też Centrum istniejące Generalne Archiwum Wojny Domowej. Zobowiązuje Centrum do gromadzenia dokumentów oraz prowadzenia prac badawczych dotyczących wojny domowej, frankizmu, emigracji oraz okresu przejścia do demokracji

- Artykuł 21 specyfikuje zasady finansowania i gromadzenia dokumentów przez Centrum Dokumentacji

- Artykuł 22 określa zasady dostępu do archiwaliów dokumentujących represje